# Aeroporto Internazionale di Denver
L'Aeroporto Internazionale di Denver (IATA: DEN, ICAO: KDEN, FAA LID: DEN) è un  aeroporto internazionale al servizio della città di Denver, della sua area metropolitana, nonché, per via della sua posizione strategica, di tutto lo stato del Colorado e del Front Range Urban Corridor. Si situa 40 km a nordest di Downtown Denver, vicino alla città di Aurora. 
È il secondo più grande aeroporto al mondo per superficie dopo quello di Dammam in Arabia Saudita. La sua pista 16R/34L, lunga 4.88 km, è la pista in uso più lunga di tutto il Nord America e la settima al mondo.
L'aeroporto di Denver è hub principale di United Airlines, nonché base operativa di Frontier Airlines e Southwest Airlines. 
Dal 2000 è sempre posizionato nei primi 20 aeroporti più trafficati al mondo. Nel 2024 è stato il sesto aeroporto più trafficato del mondo con 80.3 milioni di passeggeri in transito.

## Storia

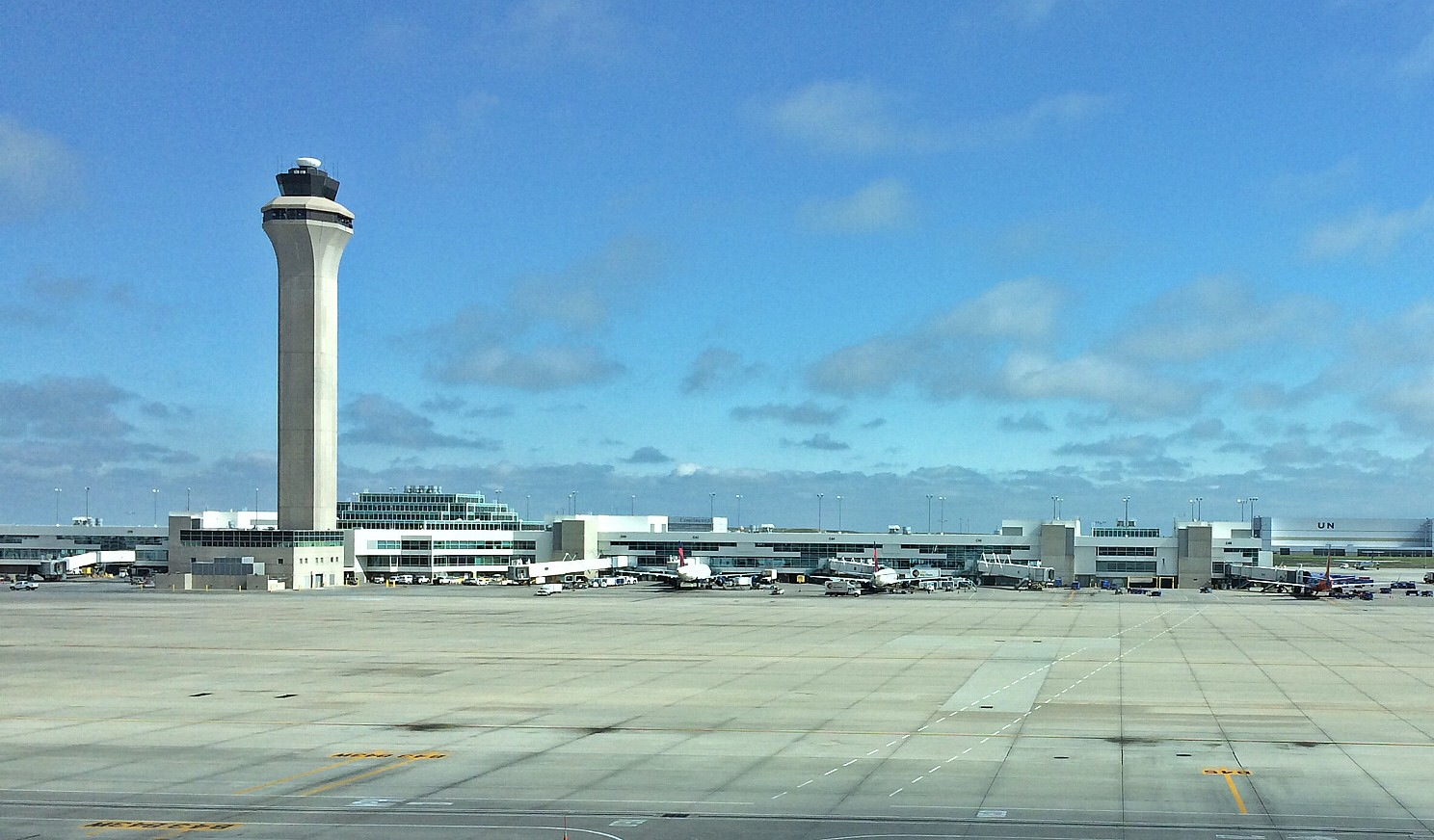
Denver Concourse A

Il terminal Jeppesen è provvisto di un treno che porta verso i gate. Si può anche andare a piedi verso il Gate A, attraverso un ponte sospeso, mentre gli aerei passano sotto.
Lo scalo è l'hub principale per la compagnia aerea di tipo low cost americana Frontier e per la compagnia Great Lakes Airlines. È stato anche il secondo hub più grande per la United Airlines (dopo l'aeroporto internazionale di Chicago O'Hare) e ha rappresentato lo scalo più in crescita per la compagnia da quando ha iniziato il servizio nel gennaio del 2006 arrivando a raggiungere più di 30 destinazioni.

## Statistiche
Questo grafico non è disponibile a causa di un problema tecnico.
Si prega di non rimuoverlo.
Vedi la query Wikidata di origine.

## Opere d'arte
L'aeroporto contiene numerose opere d'arte singolari che destano l'attenzione dei passeggeri. In particolare vi sono la pietra angolare, i quattro murali e la statua del Blue Mustang.
- Sulla pietra angolare, situata nella "grande sala" dell'aeroporto è presente la squadra e compasso, con una frase recitante che sotto essa vi è una capsula del tempo da aprire nel 2094. Secondo il gergo massonico, la grande sala è dove vengono svolte le riunioni di una loggia;
- I quattro murali sono al centro di dibattiti sulle teorie del complotto. Raffigurano animali morti o in teche di vetro, incendi, gente che soffre e un soldato con una maschera antigas e una scimitarra. Sono stati interpretati da vari osservatori come rappresentazioni di guerra, speranza e addirittura del Nuovo Ordine Mondiale;
- Il Blue Mustang, commissionato nel 1993, fu realizzato in fibra di vetro dallo scultore Luis Jiménez ed è alto 9,8 m. Rappresenta un cavallo blu con gli occhi rossi infuocati emananti bagliori e sono inoltre evidenti le venature. Nel 2006 una parte della statua cadde sullo scultore, il quale subì la rottura di un'arteria e morì dissanguato a 65 anni. Jiménez aveva completato la testa della sua opera, che fu terminata da altri e inaugurata nel 2008.[3] Per l'aspetto demoniaco, il Blue Mustang è soprannominato Blucifer (traducibile in "Blucifero") e alcuni teorici della cospirazione lo hanno collegato al cavallo descritto in Apocalisse 6,8.